# Paavo Aitio

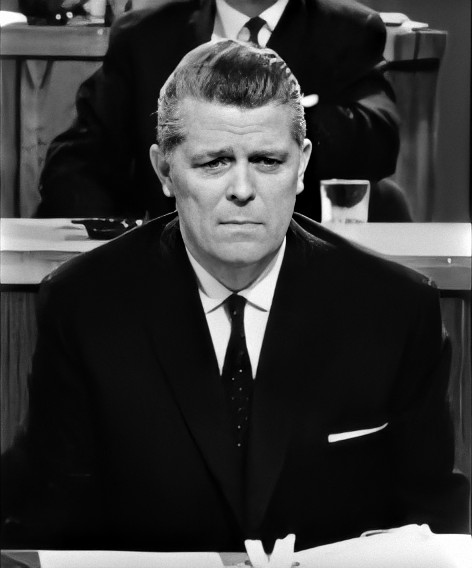
Paavo Aitio em 1966

Paavo Johannes Aitio (Turku, 14 de julho de 1918 - 1 de junho de 1989) foi um político finlandês que serviu como membro da Liga Democrática do Povo Finlandês (SKDL) de 1951 a 1977, ministro em dois governos e governador de Turku e Pori (1977–1985). Ele foi candidato pelo SKDL nas eleições presidenciais de 1962.